# Аборты на Фиджи
Аборт на Фиджи является законным, если аборт спасает жизнь женщины или если беременность серьёзно угрожает физическому или психическому здоровью женщины. Однако, как правило, закон не допускает добровольных абортов, поскольку это противоречит религиозным убеждениям, так как Фиджи является оплотом христианства, в то же время меньшинства с другими религиозными убеждениями также запрещают аборты. Аборт на Фиджи является табу, однако, согласно статистике, подростковая беременность стала распространенной проблемой, требующей решения, и молодые мамы заканчивают абортами. В 2010 году аборты для прерывания беременности, вызванной изнасилованием или инцестом, стали легально доступны для женщин. На Фиджи любой разрешённый аборт требует разрешения врача.